# Serie A 2013 (canoa polo maschile)
La serie A 2013 è la 21ª edizione della massima serie del campionato italiano maschile di canoa polo disputato dal 1993, anno di adozione da parte della Federazione Italiana Canoa Kayak del regolamento internazionale. Date e luoghi delle giornate di campionato sono state diramate dalla FICK con la circolare n° 66 del 20 dicembre 2012 assieme a quelli della serie A1.

## Squadre partecipanti

### Raggruppamento 1
| Club                       | Città    |
| -------------------------- | -------- |
| Idroscalo Club             | Milano   |
| Gruppo Canoa Polesine      | Rovigo   |
| Mariner Canoa Club         | Roma     |
| Società Canottieri Ichnusa | Cagliari |
| Arenzano Canoa             | Arenzano |
| Pro Scogli Chiavari        | Chiavari |
| Team Kayak Sardegna        | Cagliari |

### Raggruppamento 2
| Club                            | Città                |
| ------------------------------- | -------------------- |
| CK Gravità Zero Academy         | Bari/Castel Gandolfo |
| Circolo Nautico Posillipo       | Napoli               |
| Jomar Club                      | Catania              |
| Canoa Polo Ortigia              | Siracusa             |
| Circolo Nautico Marina S.Nicola | San Nicola l'Arena   |
| Polisportiva Nautica Katana     | Catania              |
| KST Siracusa 2001               | Siracusa             |

## Stagione Regolare
Gli incontri si svolgeranno nelle seguenti giornate:
13/14 aprile : Roma
27/28 aprile : Siracusa raggruppamento 2
4/5 maggio: Rovigo raggruppamento 1
25/26 maggio : Milano
8/9 giugno : Bologna raggruppamento 1
15/16 giugno: Palermo raggruppamento 2
6/7 luglio : Napoli

## Play off scudetto
I play off scudetto si svolgeranno in luogo ancora da definirsi nei giorni 20/21 luglio.